# Арн Андерсон
Мартин Энтони Лунде (англ. Martin Anthony Lunde, род. 20 сентября 1958, Ром, Джорджия), более известный под именем Арн Андерсон (англ. Arn Anderson) — американский рестлер, продюсер в рестлинге.
В настоящее время выступает в All Elite Wrestling (AEW) в качестве менеджера. Хотя многие считают его одним из лучших рестлеров в истории, он не выигрывал титул чемпиона мира, однако он является 4-кратным телевизонным чемпионом мира NWA/WCW и часто называл этот титул своим «мировым чемпионством». Его карьера была отмечена союзами с Риком Флэром и различными членами группировки «Четыре всадника» в National Wrestling Alliance (NWA) и World Championship Wrestling (WCW). После завершения карьеры Андерсон работал продюсером в WWE до 2019 года, после чего присоединился к AEW. 31 марта 2012 года Андерсон был введен в Зал славы WWE как член «Четырех всадников». Его сын, Брок Андерсон, также выбрал карьеру в рестлинге и ныне выступает в AEW.

## Личная жизнь
Несмотря на то, что в рестлинге он носит фамилию «Андерсон», Арн не является родственником Джина Андерсона, Ларса Андерсона, Оле Андерсона, Криса «Грома» Андерсона, C.W. Андерсона, Джона Андерсона или Рика Флэра. Он получил фамилию, и первоначально был назван братом Оле (затем племянником, из-за его сходства во внешности и в стиле рестлинга, а также был назван двоюродным братом Рика Флэра. Флэр не является родственником Андерсонов, но он давний друг Арна.
Арн Андерсон женат на Эрин Лунде с 1985 года, у них двое сыновей, Барретт и Брок. Брок пошел по стопам отца и тоже начал карьеру в рестлинге. Андерсон заявил в одном из эпизодов своего подкаста The Arn Show, что единственная причина, по которой он так долго оставался в бизнесе, заключалась в том, чтобы дать возможность Броку смог начать карьеру и увидеть его позитивный вклад в него.
В 1993 году Андерсон был вовлечен в жестокий инцидент с поножовщиной во время тура WCW по Европе. 27 октября 1993 года в Блэкберне, Андерсон и Сид Юди поссорились в баре отеля. Андерсон угрожал Юди разбитой бутылкой. После того, как начальник охраны Даг Диллинджер отправил их в номер, Юди позже пришел к Андерсону, вооруженный ножкой от стула. В драке Андерсон использовал ножницы, в результате чего Юди получил четыре ножевых ранения, а Андерсон — двадцать, потеряв 750 мл крови. Драку разнял рестлер WCW 2 Колд Скорпио, которому приписывают спасение жизни Андерсона. Ни один из рестлеров не выдвинул обвинений против другого, а британская полиция отказалась открывать дело, так как оба покидали страну. Юди позже был уволен из-за этого инцидента.
Как указано в его биографии, во время матча в 1994 году Арн был брошен в канаты ринга. Верхний канат оборвался, но он смог приземлиться на ноги. Шесть месяцев спустя то же самое произошло снова, но на этот раз он приземлился с полной силой на бетон и ударился головой, шеей и верхней частью спины. Он так и не взял отпуск, чтобы восстановиться. По мере того, как шло время, травмы усугублялись. В своей биографии Андерсон утверждает, что первым признаком проблем стало то, что во время матча его левая рука внезапно онемела и перестала реагировать. Позже они обнаружили, что ребро, возможно, оторванное от позвоночника во время аварии, выскакивало из сустава, вызывая дискомфорт и слабость в плече.
После посещения мануального терапевта в Шарлотте, Северная Каролина, и консультации с медицинскими экспертами в Атланте, Джорджия, повреждения оказались гораздо более серьезными, и единственным вариантом сохранения работоспособности левой руки была признана операция. Операция, проведенная в Атланте в конце 1996 года (левая задняя ламинэктомия 3, 4 и 5 шейных костей и сращение 7 шейной и 1 грудной костей), успешно устранила большую часть повреждений, но в левой руке осталась мышечная слабость, потеря мелкой моторики и потеря мышечной массы. В течение многих недель он провел в больнице, приписывая свое выздоровление жене, физиотерапевту и тому факту, что он не хотел, чтобы его дети остались без отца. Однако в марте 1997 года он был повторно госпитализирован с симптомами, напоминающими остановку сердца и легочную недостаточность, но вскоре после этого был выписан.

## Титулы и достижения
- Cauliflower Alley Club
  - Art Abrams Lifetime Achievement/Lou Thesz Award (2016)[8]
- Jim Crockett Promotions / World Championship Wrestling
  - Телевизионный чемпион мира NWA/WCW (4 раза)[9]
  - Национальный командный NWA (1 раз) — с Оле Андерсоном[10]
  - Командный чемпион мира NWA (1 раз) — Полом Рома[11]
  - Командный чемпион мира NWA (Mid-Atlantic)/WCW (5 раз) — с Талли Бланшаром (2), Ларри Збышко (1), Бобби Итоном (1) и Полом Ромой (1)[12]
- Pro Wrestling Illustrated
  - № 9 в топ 500 рестлеров в рейтинге PWI 500 в 1991
  - Вражда года (1987) — «Четыре всадника» против «Супер Сил» и «Дорожных воинов»
  - Команда года (1989) — с Талли Бланшаром
  - Команда года (1991) — с Ларри Збышко
  - Премия Стэнли Уэстона (1997)
- Southeastern Championship Wrestling
  - Юго-восточный командный чемпион NWA (4 раза) — с Джерри Стаббсом (3) и Пэтом Роузом (1)
- Southern States Wrestling
  - Зал славы Kingsport Wrestling (2001)
- World Wrestling Federation/WWE
  - Командный чемпион WWF (1 раз) — с Талли Бланшаром[13]
  - Зал славы WWE (с 2012 года), как член «Четырёх всадников»[14]
- Награды Wrestling Observer Newsletter
  - Лучший в интервью (1990)
  - Худший матч года (1996) — с Риком Флэром, Менгом, Варваром, Лексом Люгером, Кевином Салливаном, Z-Gangsta и Последним решением против Халка Хогана и Рэнди Сэвиджа в матче Towers of Doom на Uncensored